# 9265 Ekman
A 9265 Ekman (ideiglenes jelöléssel 1978 RC9) a Naprendszer kisbolygóövében található aszteroida. Claes-Ingvar Lagerkvist fedezte fel 1978. szeptember 2-án.